# Zvi Hirsch Kalischer

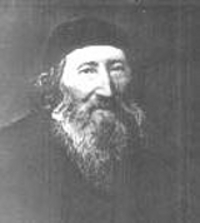
Zvi Hirsch Kalischer.

Zvi Hirsch Kalischer (Lissa, Prusia, 24 de marzo de 1795-Thorn, 16 de octubre de 1874) fue un rabino alemán reconocido como uno de los precursores del movimiento de Hovevei Zion (los Amantes de Sion) y considerado, junto con el húngaro Yosef Natonek, un antecesor lejano del sionismo religioso.
Desempeñó labores de rabino durante varias décadas. Se opuso firmemente al movimiento para la reforma del judaísmo. Fue uno de los pioneros de su generación a la hora de afirmar que la redención de los judíos se produciría de un modo natural, y apoyó el asentamiento en Tierra de Israel. En su libro "Drishat Zion" (En búsqueda de Sión), publicado en 1862, el rabino Kalischer propone la fundación de una sociedad de construcciones urbanas y agrícolas para explotar los viñedos de la Tierra de Israel, y prevé incluso la creación de una guardia de autodefensa judía. Sus ideas impactan sobre Moses Hess, y cuando éste crea la "Sociedad para la instalación en Tierra de Israel", que es además la primera asociación de Amantes de Sion instalada en Alemania. El rabino Kalischer utiliza su influencia ante la sociedad Kol Israel Haverim (la Alianza Israelita Universal) para promover el desarrollo agrícola en Tierra de Israel, y la fundación de la localidad de Mikve-Israel.
El kibutz Tirat-Zvi, en el valle de Beit-Shean, lleva hoy su nombre.